# Hakki Akdeniz
Pour les articles homonymes, voir Akdeniz.
Hakki Akdeniz, né le 5 février 1980 à Silvan, dans la province de Diyarbakır (Turquie), est un restaurateur de New York. Il est surtout connu en tant que propriétaire et fondateur de la chaîne de pizzerias Champion Pizza de New York.

## Biographie

### Jeunesse et débuts

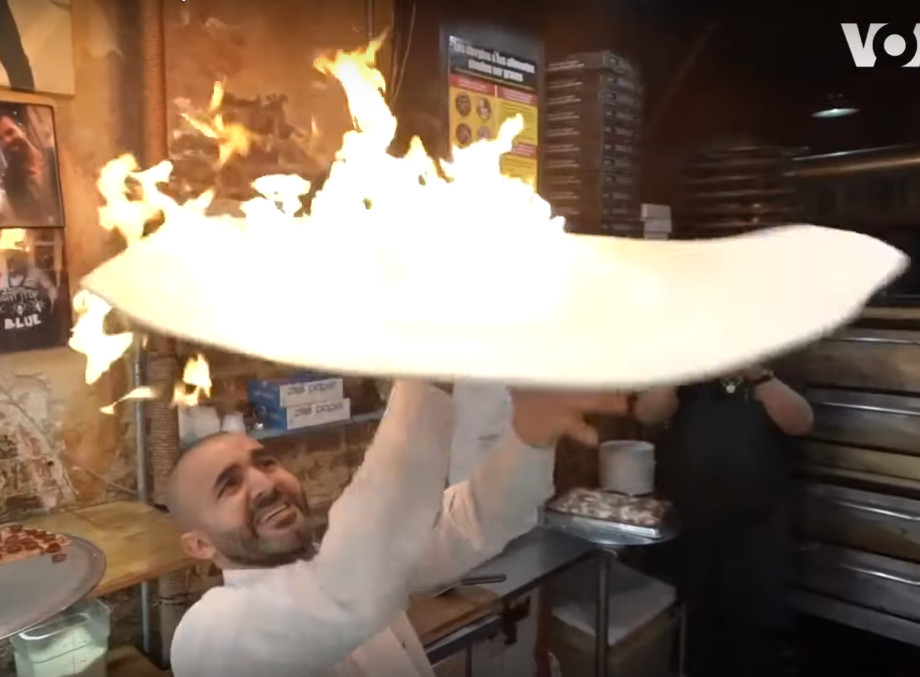
Hakki Akdeniz

Hakki Akdeniz naît le 5 février 1980 à Silvan, dans la province de Diyarbakır, en Turquie. Il fait partie d'une famille kurde comptant 17 enfants,,. À un jeune âge, il travaille avec sa famille dans un restaurant pide de la ville, où il apprend à faire le lahmacun. 
En 1997, lui et sa famille déménagent au Canada. En 2001, il est expulsé du pays après l'expiration de osn visa touristique et fuit à New York, avec très peu d'argent en poche. Il cherche un travail et loge dans un hôtel à bas prix de Times Square. Ne parlant pas anglais et menacé de finir à la rue, il rejoint The Bowery Mission (en), à Lower East Side, qui devient « comme sa seconde maison ».
Il trouve finalement un emploi dans une pizzeria de Hoboken jusqu'en 2005, grâce à son expérience dans le secteur. Cependant, il est trop pauvre pour payer le trajet retour en train jusqu'à Manhattant et dort donc sur un banc dans la rue. En 2009, il rachète le fonds de commerce d'une pizzeria d'Essex Street, gérée par un pizzaïolo italien et ouvre son propre restaurant. Pour terminer le paiement, il doit renoncer à son logement et dort directement dans les locaux de son commerce. 

### Révélation et succès commercial
En 2010, Hakki Akdeniz remporte un championnat de fabrication de pizza et fait la couverture de PMQ Pizza, un magazine spécialisé, ce qui lui offre une publicité importante. Il est récompensé d'une carte de résident permanent EB-1 (employment-based immigration). Il se fait connaître pour ses gestes et sa technique de pizzaïolo. Il renomme le restaurant Champion Pizza, sa pizzeria connaît un succès commercial et devient une chaîne de restaurants. Il en ouvre une quinzaine, notamment au Texas et en Floride. il est présenté comme un exemple de rêve américain. Il prévoit également de continuer à grandir, en ciblant sa Turquie natale ou des villes comme Dubaï. 
Il obtient une forte notoriété sur les réseaux sociaux, avec 35 millions d'abonnés sur Instagram. Des personnalités célèbres le rencontrent ou se rendent dans ses restaurants, comme Alec Baldwin, Courteney Cox ou Mike Tyson. En 2022, un documentaire retraçant son parcours sort sur Discovery+.

### Activités philanthropiques
Hakki Akdeniz s'engage pour les sans-abris, notamment en offrant des repas dans ses restaurants. Il déclare : « Redonner est la chose la plus importante de ma vie » et donne notamment des repas gratuits à The Bowery Mission. Selon Long Island Press, il a donné 200 000 parts de pizza à des personnes « dans le besoin ». 
En 2019, il rend hommage à cinq sans-abris, tués brutalement dans les rues de Chinatown, à Manhattan. Il se rend sur les lieux de l'attaque et 

## Récompenses et honneurs
- En 2019, il reçoit le Beacon Award de l'American Immigrant Society[réf. nécessaire].
- 2022 : Great Immigrant Award (en), par la Carnegie Corporation